# Коутс, Дэн
Дэ́ниел Рэй «Дэн» Ко́утс (англ. Daniel Ray "Dan" Coats; род. 16 мая 1943, Джэксон, Мичиган, США) — американский политический и государственный деятель, член Республиканской партии, сенатор США от штата Индиана (1989—1999, 2011—2017), Директор Национальной разведки (2017—2019).

## Биография
В 1961 году окончил среднюю школу в Джэксоне, в 1965 году Уитонский колледж в Иллинойсе со степенью бакалавра искусств. В 1966—1968 годах отслужил по призыву в Сухопутных войсках США. В 1971 году окончил школу права Индианского университета, получил степень доктора юриспруденции (J.D.), в 1972 году принят в коллегию адвокатов Индианы и занимался юридической практикой в Форт-Уэйне.
Избран от Республиканской партии в Палату представителей 97-го Конгресса США и в течение трёх созывов с 1981 по 1989 год сохранял мандат. Был избран в 101-й Конгресс, но отказался занять депутатское место.
27 декабря 1988 года губернатор Индианы Роберт Орр назначил Коутса сенатором США от Индианы ввиду избрания занимавшего эту должность Дэна Куэйла вице-президентом США, и 3 января 1989 года он вступил в должность. На дополнительных выборах в 1990 году избран сенатором от Индианы на остающийся срок, в 1992 году переизбран, в 1998 году отказался от переизбрания, и 3 января 1999 года истёк срок его второго сенаторского мандата.
За время работы в Сенате состоял в Комитете по вооружённым силам, в Комитете по разведке и в Комитете по труду и человеческим ресурсам. Зарекомендовал себя решительным противником введения поправки к Конституции США, запрещающей дефицит бюджета.
Работал в юридической фирме Verner, Liipfert, Bernhard, MacPherson and Hand.
После победы Джорджа Буша — младшего на президентских выборах 2000 года рассматривался в качестве возможного министра обороны, однако на эту должность был назначен Дональд Рамсфелд, уже занимавший её в администрации Джеральда Форда.
В 2001—2005 годах являлся послом США в Федеративной Республике Германия.
По возвращении в США занялся лоббизмом в Вашингтоне, имел среди своих 36 клиентов таких гигантов, как General Electric и Google. Участник движения чаепития в Республиканской партии.
В 2010 году вновь избран сенатором США от Индианы и отслужил полный срок мандата, отказавшись в 2016 году от переизбрания.
7 марта 2014 года вместе с сенатором Марком Кёрком направил президенту ФИФА Йозефу Блаттеру письмо с призывом исключить Россию из числа участников чемпионата мира по футболу 2014 года, а также лишить её права на проведение чемпионата мира по футболу 2018 года в связи с начинавшимся тогда процессом аннексии Крыма Россией.
По сообщению «Известий» от 19 марта 2015 года, Коутс в числе нескольких других американских должностных лиц включён в российские ответные «чёрные списки».
5 января 2017 года избранный президент США Дональд Трамп выдвинул кандидатуру Дэна Коутса на должность директора Национальной разведки.
15 марта 2017 года Сенат США утвердил Коутса в должности большинством 85 голосов против 12.
В ноябре 2018 года Коутс первым конкретизировал претензии американской стороны к России по поводу нарушения ею условий Договора о ликвидации ракет средней и меньшей дальности, послужившие причиной объявления президента Трампа о выходе из ДРСМД (Коутс заявил, что ракета комплекса «Искандер» 9M729 испытывалась на запрещённую договором дальность). Официальные представители России обвинения отвергли — в частности, заместитель министра иностранных дел Сергей Рябков в интервью газете «Коммерсантъ» 19 декабря 2018 года отметил, что испытания данной ракеты на полигоне Капустин Яр производились на разрешённую дальность, и подтверждающие это материалы переданы американцам.
В 2019 году публично заявлял позиции, не совпадающие с политикой президента Трампа. В частности на слушаниях в Сенате выразил убеждение, что Северная Корея не намерена отказываться от своего ядерного оружия, Иран не разрабатывает ядерное оружие, а Исламское государство по-прежнему сильно в Сирии и Ираке.
28 июля 2019 года Трамп сообщил в Twitter, что Коутс уйдёт в отставку 15 августа.

## Личная жизнь
Дэн Коутс женат на Марше Коутс, представительнице от женщин Индианы в Национальном комитете Республиканской партии. Она публично признала, что хотела бы видеть кандидатом от партии на президентских выборах 2016 года не Дональда Трампа, а другого человека, но призвала республиканцев объединиться вокруг него как победителя праймериз.